# Apodrosus mammuthus
Apodrosus mammuthus (лат.) — вид жуков-долгоносиков из подсемейства Entiminae (Polydrusini). Название дано от латинского слова mammuthus (обозначающего «мамонт») на основании крупного размера среди прочих близких видов.

## Распространение
Северная Америка:  Пуэрто-Рико и Теркс и Кайкос.

## Описание
Жуки-долгоносики мелких размеров, длина тела до 6 мм. Форма тела вытянутая, длина в 2,8 раза больше ширины. Рострум немного длиннее головы. Основная окраска серая, коричневая. Крылья и плечевые бугры развиты. Усики 12-члениковые. Нижнечелюстные щупики 3-члениковые, нижнегубные щупики состоят из трёх сегментов. Вид был впервые описан в 2010 году в ходе родовой ревизии, проведённой пуэрто-риканскими энтомологами Jennifer C. Girón и Nico M. Franz (Department of Biology, Университет Пуэрто-Рико, Маягуэс, Пуэрто-Рико).